# Нижнетагильская филармония

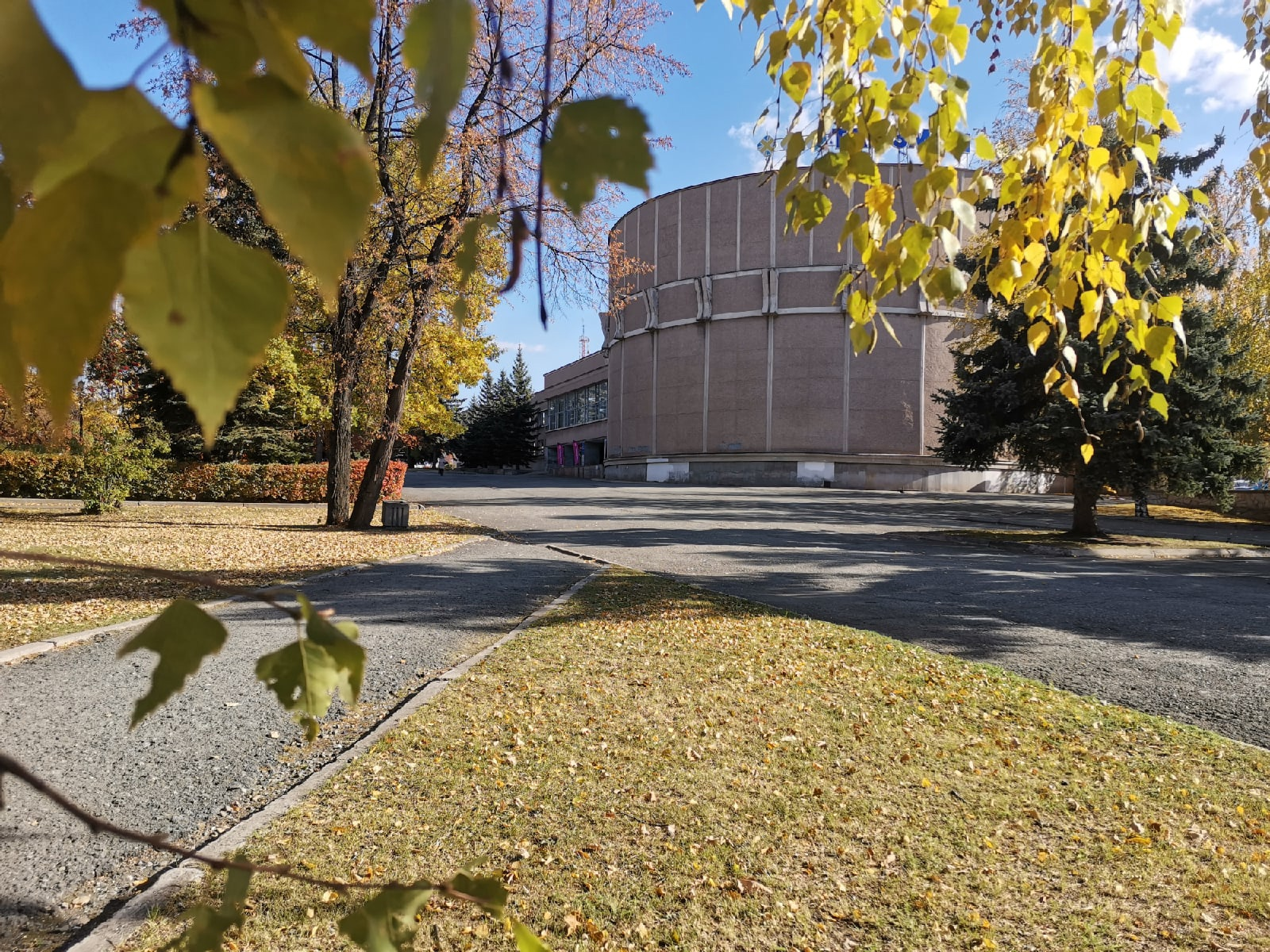

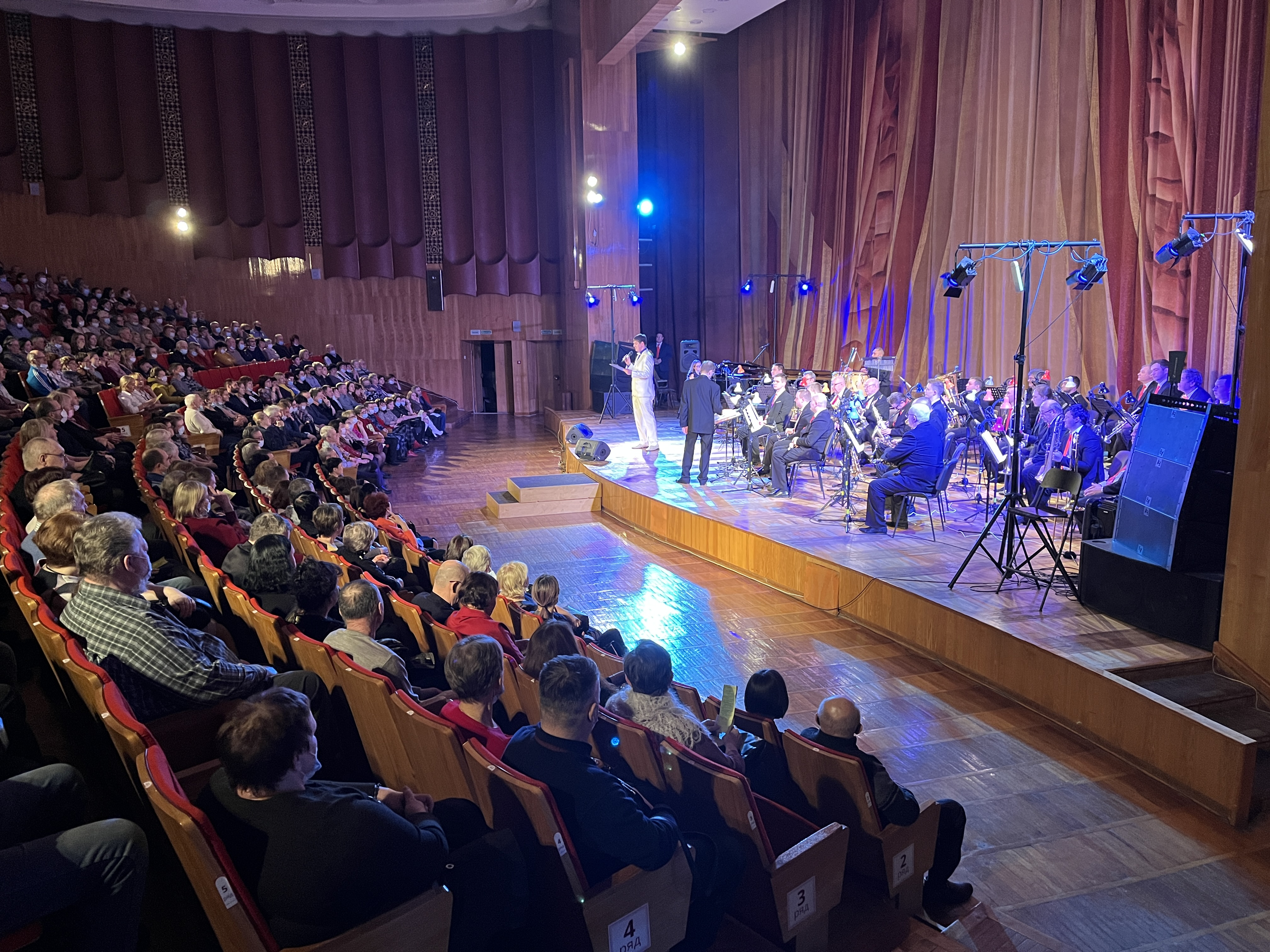

Нижнетагильская филармония — филармония в городе Нижний Тагил Свердловской области. Одна из первых муниципальных филармоний в России.

## История
История филармонии началась в 1995 году. Первым коллективом стал оркестр «Тагильские гармоники» (первый филармонический оркестр гармоник в России) под управлением Владимира Капкана. Задумали и создали филармонию глава города Николай Наумович Диденко, начальник управления культуры Лилия Павловна Парменова и Владимир Иванович Капкан.
В декабре 2014 года Нижнетагильская филармония получила в дар от церкви города Драммен (Норвегия) духовой антикварный орган 1907 года постройки. Инструмент был установлен в зале Музея изобразительных искусств и позволил регулярно проводить органные концерты. Примечательно, что орган был изначально построен для использования в церкви города Берген, где родился и умер великий норвежский композитор Эдвард Григ.

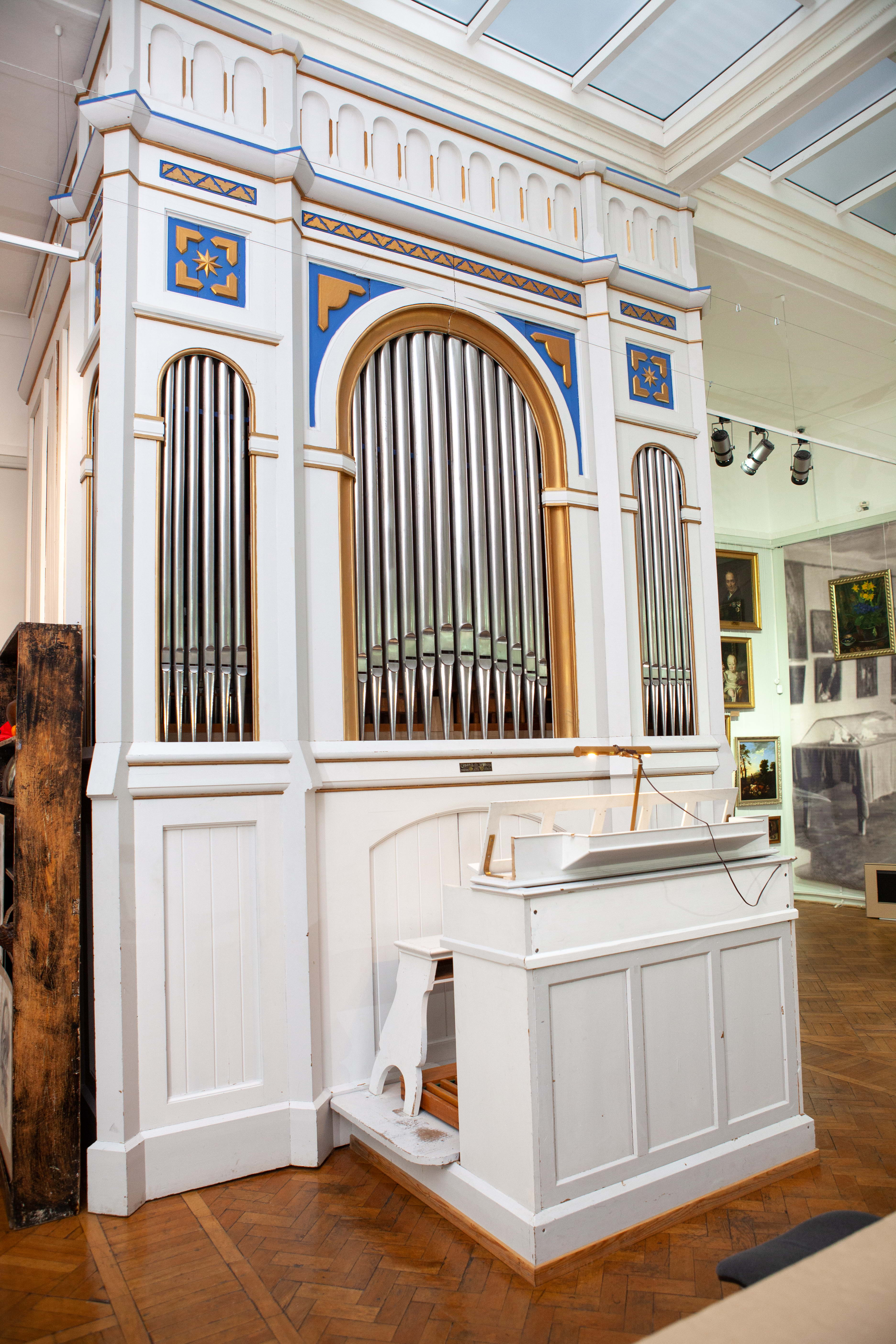

В 2017 году филармония переехала в здание бывшего Дома политического просвещения («Общественно-политический центр») в самом центре города. Таким образом, концертная организация получила в одном месте концертный зал на 657 мест с хорошей акустикой, камерный зал, помещения для репетиционных. Планируется, что здание будет реконструировано к 300-летию Нижнего Тагила, которое город будет отмечать в 2022 году.
В начале 2019 года семья Почетного гражданина Нижнего Тагила М. И. Аршанского подарила филармонии высококлассный концертный инструмент рояль немецкой фирмы «C. BECHSTEIN», что позволило обогатить репертуар филармонии фортепианными концертами.

## Настоящее время
Сегодня в состав филармонии входят 3 оркестра: лауреат международных конкурсов и фестивалей оркестр «Тагильские гармоники» под управлением Сергея Цветкова, лауреат всероссийских и международных конкурсов и фестивалей эстрадно-духовой оркестр «Тагил-бэнд» (дирижёр Евгений Сеславин в 2020 году сменил на этом посту Сергея Шмакова, руководившего коллективом ранее в течение 10 лет) и сравнительно молодой, созданный в 2009 году, камерный оркестр «Демидов-камерата» (дирижер Роман Аранбицкий). Объединение творческих сил коллективов филармонии дает возможность готовить концертные программы для симфонического состава.
Основные концертные площадки филармонии: большой и камерный залы в Доме Музыки (пр. Ленина, 31), а также органный зал в здании Нижнетагильского музея изобразительных искусств (ул. Уральская, 7).
Нижнетагильская филармония является организатором Всероссийского Приваловского музыкального форума (Николай Привалов, популяризатор народных инструментов и ближайший сподвижник Василия Андреева, был уроженцем Нижнего Тагила). Также филармония проводит вокальный конкурс «Какая песня без баяна», открытый конкурс детских и юношеских ансамблей и оркестров гармоник «Зимние наигрыши», фестиваль «Зимние дни гармоники в Нижнем Тагиле». Филармония организует совместно с музыкальными школами и училищами искусств ежегодный проект «Большая сцена для юных музыкантов», где молодые солисты, студенты и учащиеся, получают возможность сыграть в роли солистов на одной сцене с филармоническим оркестром. Более 20 лет реализуется при поддержке администрации города проект «Мировые звёзды в Нижнем Тагиле», который позволил устраивать концерты при участии выдающихся исполнителей и дирижёров современности.

## Репертуар
За время существования филармонии в Нижнем Тагиле состоялись более пяти тысяч концертов классической, джазовой, эстрадной и народной музыки. Каждый сезон концертная организация предлагает слушателям около десяти абонементных серий. За один творческий сезон проводится, в среднем, около 70–80 только афишных концертов. Также оркестры и ансамбли филармонии работают на сопровождении торжественных официальных мероприятий, на летних открытых концертах в парках и пр.

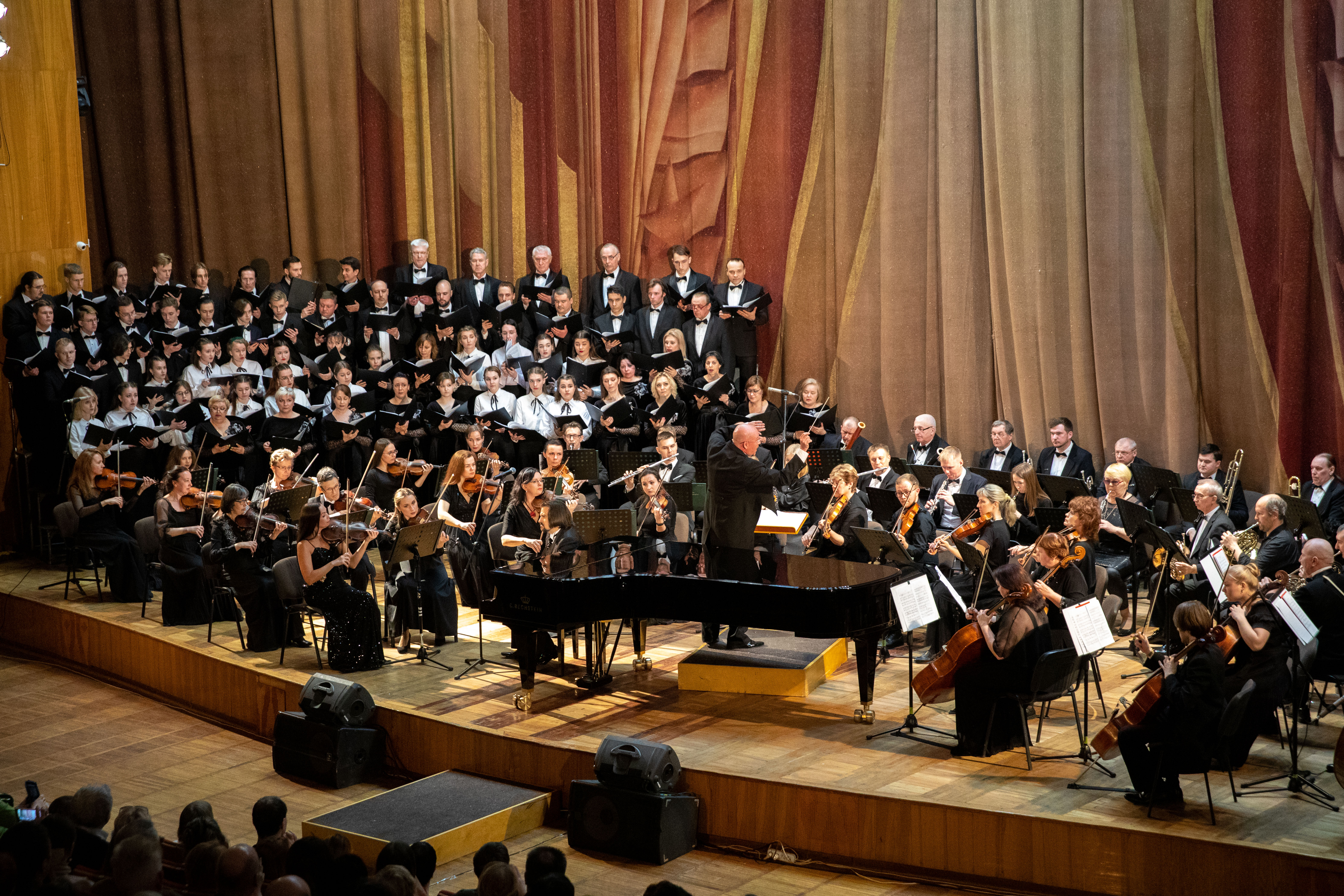